# Lørenskog
Lørenskog – norweskie miasto i gmina leżąca w okręgu Akershus.
Lørenskog jest 406. norweską gminą pod względem powierzchni.

## Demografia
Według danych z roku 2005 gminę zamieszkuje 30 675 osób. Gęstość zaludnienia wynosi 434,18 os./km². Pod względem zaludnienia Lørenskog zajmuje 25. miejsce wśród norweskich gmin.
| ludność stan na 1 stycznia 2005 |         |           |        |
|                                 | kobiety | mężczyźni | razem  |
| osób                            | 15 220  | 15 455    | 30 675 |
| %                               | 49,62%  | 50,38%    | 100%   |

| wykształcenie stan na 1 października 2004 |        |         |        |        |
|                                           | podst. | średnie | wyższe | niezn. |
| osób                                      | 4123   | 13 210  | 5845   | 754    |
| %                                         | 17,23% | 55,2%   | 24,42% | 3,15%  |

## Transport
- Lørenskog (przystanek kolejowy)

## Sport
- Lørenskog IK – klub hokejowy

## Edukacja
Według danych z 1 października 2004:
- liczba szkół podstawowych (norw. grunnskolar): 13
- liczba uczniów szkół podst.: 4490

## Władze gminy
Według danych na rok 2011 administratorem gminy (norw. rådmann) jest Tron Bamrud, natomiast burmistrzem (norw. ordfører, d. borgermester) jest Åge Tovan.